# Parkstein-Weiden
Parkstein-Weiden (Duits: Gemeinschaftsamt Parkstein-Weiden) was een gebied in het noorden van de Opper-Palts rond de burcht Parkstein en de marktplaats Weiden. Tussen 1421 en 1714 werd het door twee verschillende landsheren als condominium bestuurd. In 1714 kwam het gebied volledig in handen van het vorstendom Palts-Sulzbach en kwam een einde aan het gedeelde bestuur.

## Geschiedenis

### Ontstaan
In 1421, tijdens de Beierse Oorlog (1420-1422), werd hertog Lodewijk VII van Beieren-Ingolstadt gedwongen om Floß, Lauf, Parkstein, Vohenstrauß, en Weiden af te staan aan markgraaf Frederik I van Brandenburg en paltsgraaf Johan van Neumarkt.
Frederik I van Brandenburg, die als vorst van Ansbach in de omgeving van de Opper-Palts regeerde, en Johan van Palts-Neumarkt kozen ervoor om hun nieuwe gebieden gezamenlijk te regeren. Op 30 oktober 1427 spraken beide vorsten af dat het gebied als condominium gezamenlijk bezit zou blijven. Omdat de opbrengsten uit het gebruik gelijk verdeeld zouden worden, werden de twee delen "Halbscheid" genoemd. Beide vorsten kregen het recht om hun deel onafhankelijk van elkaar te laten vererven, verkopen of te verpanden. De andere partij had wel het recht om bij een eventuele verkoop als eerste benaderd te worden. Alleen met toestemming van de andere partij mochten belastingen geheven worden. Wel mochten de twee vorsten hun eigen ambtenaren aanstellen als het niet lukte om tot een gezamenlijke keuze te komen. Alleen Vohenstrauß werd geen onderdeel van het condominium, maar kwam ongedeeld aan markgraaf Frederik I.

### Wisselende landsheren
In 1438 sloot markgraaf Frederik I van Brandenburg een bondgenootschap met Lodewijk VIII van Beieren-Ingolstadt. Om het verbond te bezegelen zou Frederiks dochter Margaretha trouwen met hertog Lodewijk VIII, waarbij de keurvorst Vohenstrauß en zijn aandeel in Parkstein-Weiden als bruidsschat aan hertog Lodewijk VIII overdroeg. Na de dood van Lodewijk VIII in 1445 werd zijn aandeel geërfd door Hendrik XVI van Beieren-Landshut.
In 1448 stierf ook het Huis Palts-Neumarkt uit, de erfenis kwam aan Otto I van Palts-Mosbach. Otto I verpandde zijn aandeel in 1449 aan Beieren-Landshut, waarmee Parkstein-Weiden voor korte tijd onder een heerser verenigd werd. Later losten de paltsgraven het pand weer in.
In 1499 stierf het Huis Palts-Mosbach uit. Keurvorst Filips van de Palts erfde Palts-Mosbach en hun aandeel in Parkstein-Weiden. Zijn zoon Ruprecht trouwde met Elisabeth, de dochter van hertog George de Rijke van Beieren-Landshut. Tegen de aanspraken van de hertog van Beieren-München in, probeerden Ruprecht en Elisabeth zich na de dood van hertog George te laten erkennen als zijn opvolgers, waardoor de Landshuter Successieoorlog uitbrak. Elisabeth en Ruprecht overleden tijdens de oorlog en het grootse deel van Beieren-Landshut kwam aan de hertog van Beieren-München, die daarmee heel Beieren verenigde. Een klein deel van Beieren, inclusief Parkstein-Weiden, werd door koning Maximiliaan I aan de zoons van Elisabeth en Ruprecht geschonken als het nieuwe vorstendom Palts-Neuburg. Hoewel de keurvorst van de Palts zijn zoon had gesteund tijdens de oorlog, beef hij in het bezit van zijn deel van het condominium. Lauf werd in zijn geheel afgestaan aan de Rijksstad Neurenberg.

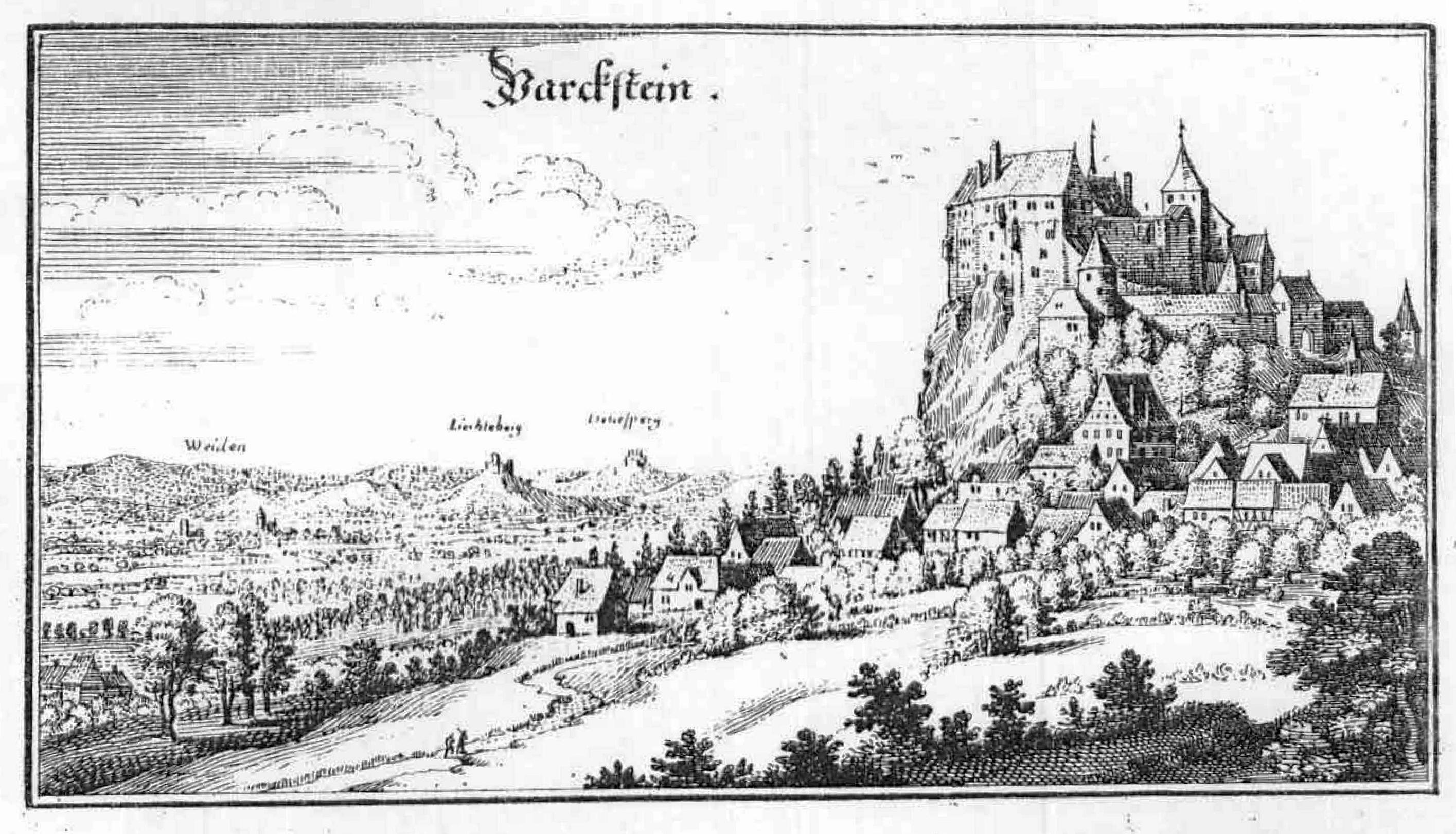
De burcht Parkstein in 1644, uit de Topographia Germaniae door Matthäus Merian de Oude.

In 1569 werd Palts-Neuburg verdeeld tussen de zoons van hertog Wolfgang. Zijn vierde zoon Frederik kreeg Vohenstrauß en het aandeel in Parkstein en Weiden. Frederiks vorstendom, dat niet volledig zelfstandig was, werd naar de hoofdstad Palts-Vohenstrauß genoemd. Na Frederiks dood in 1597 viel zijn bezit weer aan Palts-Neuburg. In 1615 werd Palts-Neuburg opnieuw verdeeld. Het Neuburgse aandeel in Parkstein-Weiden werd een onderdeel van het vorstendom Palts-Sulzbach. Acht jaar later, in 1623, werd keurvorst Frederik V van de Palts vanwege zijn opstand tegen de keizer aan het begin van de Dertigjarige Oorlog in de rijksban gedaan. Hij verloor zijn gebieden in de Opper-Palts aan hertog Maximiliaan I van Beieren en zijn aandeel in Parkstein-Weiden aan Wolfgang Willem van Palts-Neuburg.

### Einde van het condominium
Vanaf 1685 droeg de vorst van Palts-Neuburg zijn rechten in het condominium over aan Palts-Sulzbach. Bos- en mijnbouwrechten, de markt Freihung en het recht op de heffing van accijnzen in de markten Kaltenbrunn en Erbendorf kwamen aan Palts-Sulzbach. In 1714 verkocht Palts-Neuburg zijn deel van het condominium volledig aan Palts-Sulzbach, waarmee het gebied een gewoon amt binnen het vorstendom werd.

## Heersers
| Markgrafelijke Halbscheid - 1421 - 1438/41: Frederik I van Brandenburg - 1438/41 - 1445: Lodewijk VIII de Gebochelde van Beieren-Ingolstadt - 1445 - 1450: Hendrik XVI van Beieren-Landshut - 1450 - 1497: Lodewijk IX van Beieren-Landshut - 1497 - 1503: George de Rijke van Beieren-Landshut - 1505 - 1557: Otto Hendrik van Palts-Neuburg - 1557 - 1569: Wolfgang van Palts-Neuburg - 1569 - 1597: Frederik van Palts-Vohenstrauß - 1597 - 1614: Filips Lodewijk van Palts-Neuburg - 1614 - 1615: Wolfgang Willem van Palts-Neuburg - 1615 - 1632: August van Palts-Sulzbach - 1632 - 1708: Christiaan August van Palts-Sulzbach - 1708 - 1721: Theodoor Eustachius van Palts-Sulzbach | Paltsgrafelijke Halbscheid - 1421 - 1443: Johan van Palts-Neumarkt - 1443 - 1448: Christoffel van Palts-Neumarkt - 1448 - 1461: Otto I van Palts-Mosbach - 1461 - 1499: Otto II van Palts-Mosbach - 1499 - 1508: Filips van de Palts - 1508 - 1544: Lodewijk V van de Palts - 1544 - 1556: Frederik II van de Palts - 1556 - 1559: Otto Hendrik van de Palts - 1559 - 1576: Frederik III van de Palts - 1576 - 1583: Lodewijk VI van de Palts - 1583 - 1610: Frederik IV van de Palts - 1610 - 1623: Frederik V van de Palts - 1623 - 1653: Wolfgang Willem van Palts-Neuburg - 1653 - 1690: Filips Willem van Palts-Neuburg - 1690 - 1716: Johan Willem van Palts-Neuburg - 1716 - 1721: Karel III Filips van Palts-Neuburg |